# Пёстрый арлекин
Пёстрый арлекин, или пёстрый ателоп, или изменчивый ателоп (Atelopus varius) — вид земноводных рода Atelopus из семейства Bufonidae.
Общая длина достигает 5,2 см. Половой диморфизм выражен в размере ростральной части головы: у самцов она длиннее, чем у самок. Голова умеренно широкая. Туловище стройное. Кожа гладкая. Передние конечности длинные. Пальцы имеют разную длину. Окраска спины состоит из больших чёрных, жёлтых и красных пятен. Брюхо жёлтого цвета.
Любит влажные тропические леса, ущелья в горных местностях, богатые водой болотистые места. Встречается на высоте 1800—2000 метров над уровнем моря. Ведёт наземный образ жизни, неохотно идет в воду. Активен днём. Этот вид не прыгает и плохо плавает. Питается насекомыми и членистоногими.
Спаривание начинается с середины августа до начала декабря. Самка откладывает яйца в начале сухого сезона.
Вид распространён в Коста-Рике и Панаме.
Вид находится на грани вымирания из-за грибкового заболевания хитридиомикоз.